# Rich Ward
Rich Ward (Atlanta, 16 gennaio 1969) è un chitarrista statunitense Noto per la sua militanza in band quali Stuck Mojo e Fozzy, nonché per essere stato membro fondatore del supergruppo groove metal Adrenaline Mob.

## Biografia
Ward è cresciuto ascoltando prevalentemente colonne sonore degli anni sessanta-settanta. Divenne a tredici anni grande appassionato di rock, e ha dichiarato in varie interviste che la sua band preferita da adolescente erano i Journey, e ha anche citato gruppi come Bad Company e Foreigner come influenze.
Nel 1989, Ward formò gli Stuck Mojo insieme al bassista Duane Fowler. I primi sei anni della band consistevano in tournée in club sulla costa orientale degli Stati Uniti. Quando ricorda questo periodo della sua vita, Ward afferma di aver dormito nella sua sala prove per risparmiare denaro.
Nel 1999, Ward ha formato i Sick Speed con il cantante e chitarrista Dale Steele, il bassista Dan Dryden e il batterista Mojo Fontsere.
I due, accomunati dalla loro passione per l'heavy metal fondarono la band Fozzy. Mentre il gruppo originariamente doveva essere solo un divertente progetto collaterale, la band venne ingaggiata dalla Metal Blade Records e ha filmato un "mockumentary" andato in onda su MTV.
Lo spettacolo ha fornito una storia di fantasia sulla band, sostenendo che i membri dei Fozzy avevano effettivamente scritto molte delle canzoni metal più popolari degli anni '80, ma che un contratto iniquo aveva costretto la band a rimanere in Giappone negli ultimi 20 anni.
I primi due album dei Fozzy, Fozzy e Happenstance, consistevano principalmente in cover di canzoni di gruppi metal degli anni '70 e '80. Il loro terzo album invece, All That Remains, era interamente composto da brani originali. Il motivo per aver pubblicato un album completamente originale è stato notato da Ward: "Alla fine è arrivato il momento del terzo album che dovevamo decidere cosa siamo, o siamo uno scherzo o siamo davvero uno scherzo con buone canzoni".
Nel 2011 fonda, insieme a Mike Portnoy e Russell Allen parte del supergruppo metal degli Adrenaline Mob, ma ha lasciato all'inizio del 2012 per concentrarsi su altri progetti.
Ward ha riformato Stuck Mojo con Bonz e Fontsere nel 2005, insieme al nuovo bassista Sean Delson. Ward ha dichiarato che lui e Bonz avevano sistemato le volevano tornare a scrivere e pubblicare dischi insieme.
Nel marzo 2016 la band ha annunciato l'uscita del loro settimo album in studio intitolato Here Come The Infidels. Insieme al nuovo album Stuck Mojo ha annunciato la formazione della nuova band composta da Ward, Frank Fontsere e nuovi membri, Robby J. e Len Sonnier.

## Discografia

### Da solista
- 2002 - The Way I Am

### Con i Fozzy
- 2000 – Fozzy
- 2002 – Happenstance
- 2005 – All That Remains
- 2010 – Chasing the Grail
- 2012 – Sin and Bones
- 2014 – Do You Wanna Start a War
- 2017 – Judas
- 2022 – Boombox

### Con gli Stuck Mojo
- 1995 – Snappin' Necks
- 1996 – Pigwalk
- 1998 – Rising
- 2000 – Declaration of a Headhunter
- 2007 – Southern Born Killers
- 2008 – The Great Revival
- 2016 – Here Come the Infidels

### Con gli Adrenaline Mob
- 2012 – Omertà